# Leyland Eight

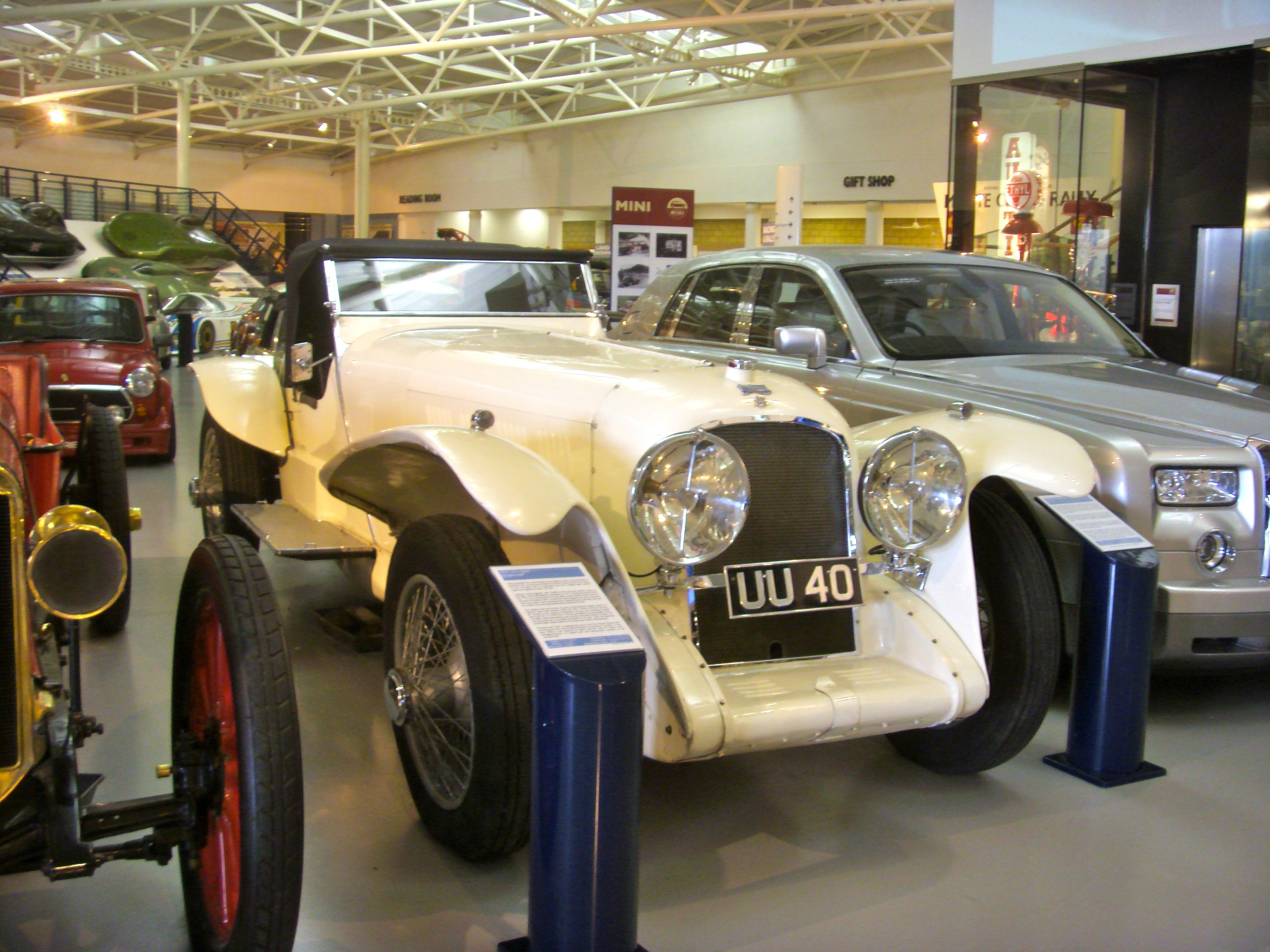
Un Leyland Eight con carrocería deportiva (1927)

El Leyland Eight (Leyland Ocho en español) es un coche de lujo producido por Leyland Motors de 1920 a 1923. Fue diseñado por el ingeniero en jefe de la compañía, J.G. Parry-Thomas y por su ayudante Reid Railton, con la pretensión de convertirse en el mejor automóvil disponible en aquel momento.
Fue el primer coche británico con un motor de ocho cilindros en línea.  Se presentó al público en el Salón Internacional del Motor del Olympia (Londres) de 1920, donde era conocido como el "León del Olympia".

## Motor y transmisión
El motor, con el bloque de los cilindros y la parte superior de la caja del cigüeñal en una sola pieza, disponía de un árbol sencillo de levas en cabeza centrado, cámaras de combustión hemisféricas, y un diámetro de 89 mm. El motor se ofrecía con dos cilindradas distintas: con 6920 cc, 140 mm de carrera y 115 CV a 2500 rpm; o con 7266 cc y dos carburadores gemelos, 146 mm de carrera y 146 CV a 3500 rpm. El cigüeñal giraba apoyado en cinco puntos. La ignición utilizaba un sistema de bobina y distribuidor en vez de una magneto, la práctica más habitual por entonces en Gran Bretaña.
La transmisión disponía de un embrague monodisco y una caja de cambios de cuatro velocidades. El eje trasero era poco convencional, con el diferencial montado frente al eje. El mecanismo de tornillo sin fin incorporaba dos coronas biseladas sujetas a un fuste intermedio, lo que les permitía adoptar un ángulo de caída positivo en las ruedas traseras.

## Chasis y suspensión
El chasis de sección acanalada montaba suspensión por ballestas delante y una mezcla de ballestas y barras de torsión en el eje trasero. Delante, las ballestas semielípticas estaban combinadas con brazos radiales controlar el movimiento de cabeceo del eje.  Estos brazos estaban conectados por una barra de torsión a través de la parte delantera del chasis, actuando como barra estabilizadora. En el eje trasero se utilizaban ballestas de un cuarto de elipse con sus extremos frontales montados sobre pivotes sujetos a una corta barra de torsión, que controlaba la rotación del eje, conformando un sistema de suspensión híbrido. Al igual que el eje delantero,  disponía de barras radiales para asegurar una correcta ubicación del eje trasero.
Los frenos, con servo asistencia por vacío, actuaban tan solo en las ruedas traseras.

## Carrocería
Las carrocerías de fábrica disponibles incluían cuerpos descubiertos con dos o cinco asientos. El chasis también se suministraba desnudo para clientes que quisieran encargar sus propias carrocerías personalizadas a empresas como  Vanden Plas y Windovers. El coche era muy caro: solamente el chasis costaba 2500 libras en 1920 (reducido a 1875 libras en 1922) y solo se construyeron unas 18 unidades. Fue el coche británico más caro en su día.
Hoy en día solo se conserva un ejemplar del modelo de competición Leyland-Thomas, completado en 1929 a partir de recambios, que pertenece a la colección del British Motor Industry Heritage Trust.

## Leyland-Thomas

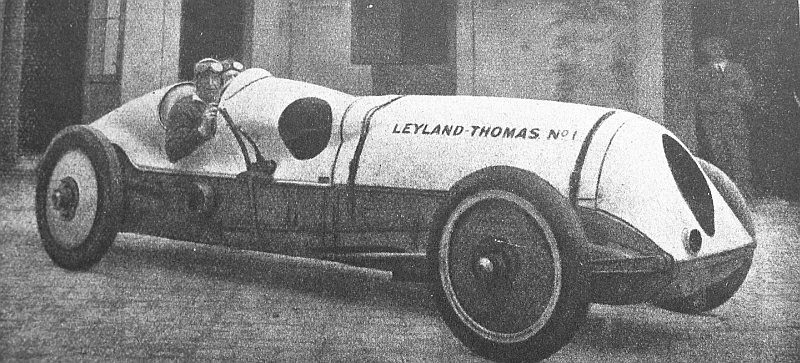
Leyland-Thomas N° 1 (1924)

Después de dejar amistosamente Leyland en 1922, J. G. Parry-Thomas se instaló en un taller cercano al circuito de  Brooklands, con al menos tres chasis y una gran cantidad de recambios. Allí  construyó el Leyland-Thomas, un coche de  carreras basado en el Leyland Eight. Tras la muerte de Parry Thomas, la empresa Thomson & Taylor se hizo cargo del vehículo, y reconstruyó el automóvil actualmente propiedad del British Motor Industry Heritage Trust.

## Propietarios
- Michael Collins, el político irlandés y dirigente revolucionario, viajaba en un Leyland Eight cuando fue fatalmente tiroreado en 1922.
- El Maharajá de Patiala encargó dos coches, pero muy posiblemente han desaparecido.[2]